# Chains of Love
«Chains of Love» es el noveno disco sencillo publicado del grupo inglés de música electrónica Erasure, lanzado en 1988.
Chains of Love es una canción compuesta por Vince Clarke y Andy Bell.

## Descripción
Chains of Love fue el segundo sencillo del álbum The Innocents. Este sencillo llegó al puesto 11 en el ranking británico y el número 18 en Alemania. También tuvo un gran éxito a nivel global, como en los Estados Unidos, donde alcanzó la ubicación 12 y es uno de los temas más populares de la banda.

Chains of Love fue compuesto por (Clarke/Bell).

## Lista de temas
| CD Sencillo (CDMUTE83) / (INT 826.888) 1. «Chains Of Love» (Foghorn Mix) 6:24 2. «The Good, The Bad And The Ugly» (The Dangerous Mix) 4:43 3. «Don't Suppose» (Country Joe Mix) 5:57 3" CD Sencillo (INT 811.863) 1. «Chains Of Love» (Sencillo Mix) 3:38 2. «Don't Suppose» 3:27 12″ Vinilo Sencillo (12MUTE83) / (INT 126.888) 1. «Chains Of Love» (Foghorn Mix) 6:24 2. «Don't Suppose» (Country Joe Mix) 5:57 3. «The Good, The Bad And The Ugly» 3:15 | 12″ Vinilo Sencillo (L12MUTE83)/(INT 126.890) 1. «Chains Of Love» (Truly In Love With The Marks Bros. Mix) 7:20 2. «The Good, The Bad And The Ugly» (The Dangerous Mix) 4:43 3. «Don't Suppose» 3:27 7″ Vinilo Sencillo (MUTE83)/(INT 111.863)/(Sire 27844-7) 1. «Chains Of Love» (Sencillo Mix) 3:38 2. «Don't Suppose» 3:27 Casete Sencillo (Sire 27844-4) 1. «Chains Of Love» (Sencillo Mix) 3:38 2. «Don't Suppose» 3:27 |

## Créditos
Coros en Chains of Love: Naomi Osborne y Caron Wheeler

Este sencillo tiene 2 lados B: Don't Suppose escrito  por (Clarke/Bell) y The Good, The Bad And The Ugly una versión de un tema de Ennio Morricone para la película del mismo nombre.

## Video
El video musical, dirigido por Peter Christopherson, empieza con Andy Bell cantando y Vince Clarke tocando un teclado. Pronto comienzan a elevarse y descender, atados por unas gruesas cadenas colgadas del techo, acompañados por bailarines.

## Datos adicionales
Chains of Love habla sobre la nostalgia de los tiempos pasados.

La versión de Erasure de The Good, The Bad And The Ugly también se convirtió en un clásico de las pistas bailables.

## Otras versiones
- En 1999, el grupo canadiense Temperance incluyó una versión en su álbum If You Don't Know.
- En 2005, los estadounidenses Liquid360 hicieron la suya.